# Undine (elbeszélés)
Undine Friedrich de la Motte Fouqué elbeszélése egy sellőről, aki Hildebrand lovaghoz megy férjhez. A 19. században a mű igen népszerű volt; Szerb Antal méltatása szerint pedig egyike a német romantika két felülmúlhatatlan remekművének a mese műfajában. A történet a Melusine című francia népmeséből ered, amelynek hősőnője azzal a feltétellel megy hozzá a lovaghoz, hogy az nem láthatja őt szombatonként, amikor visszaveszi eredeti alakját. Az elbeszélés előképei közé tartozik Paracelsus Liber de Nymphis, Sylphis, Pygmaeis et Salamandris, et de caeteris spiritibus című műve is.

## Magyarul
- Undine. Rege; ford.: Ábrányi Emil, ifj. Ábrányi Kornél; Grill, Bp., 1885
- Undine. Rege; ford. Radványi Ernő; Kultúra, Bp., 1920 (Az ifjúság érdekes könyvtára)
- Undine; ford. Radványi Ernő, versford. Hárs Ernő ford.; Új Ember, Bp., 2014

## Feldolgozásai

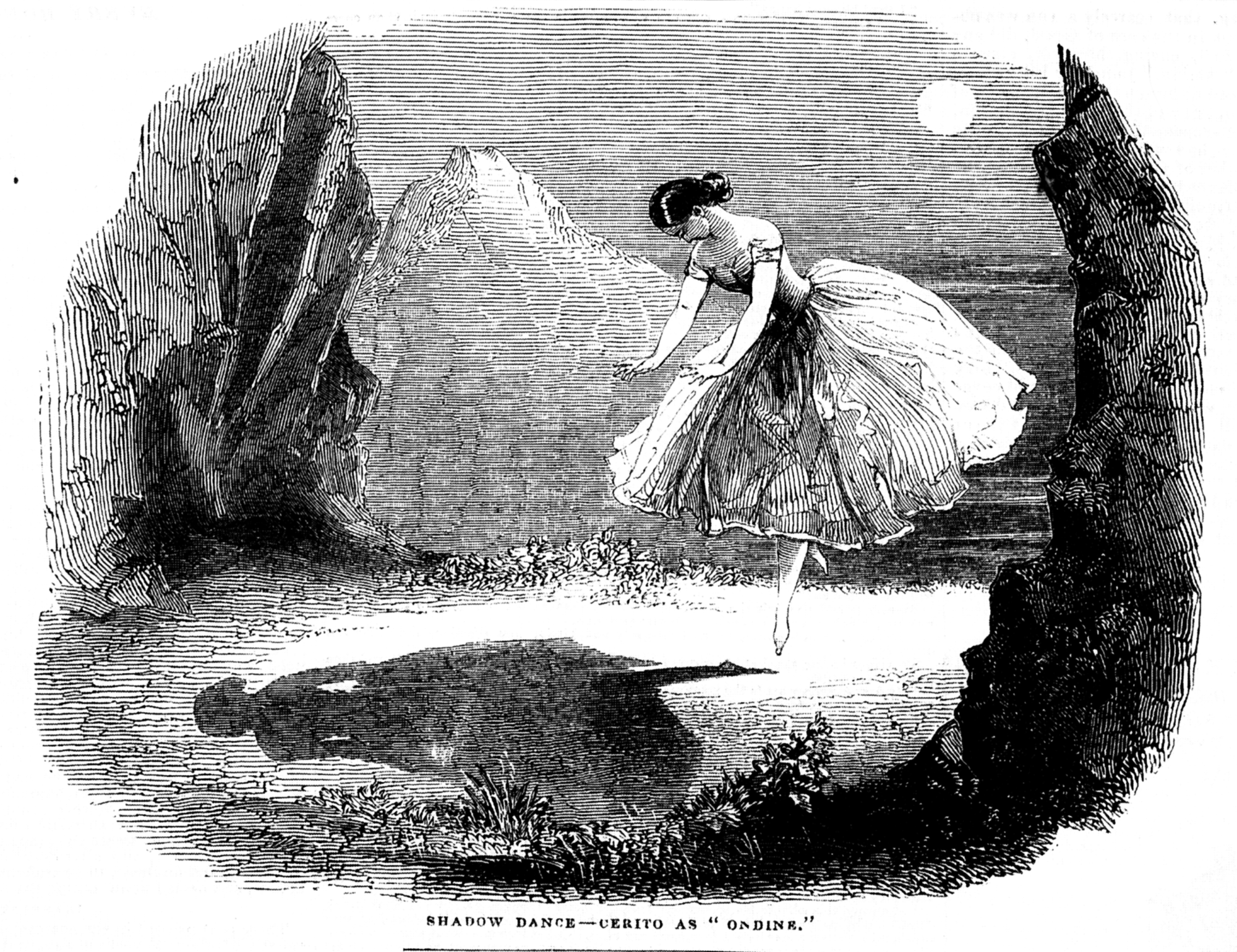
Fanny Cerrito tánca az Ondine 1843-as londoni előadásán

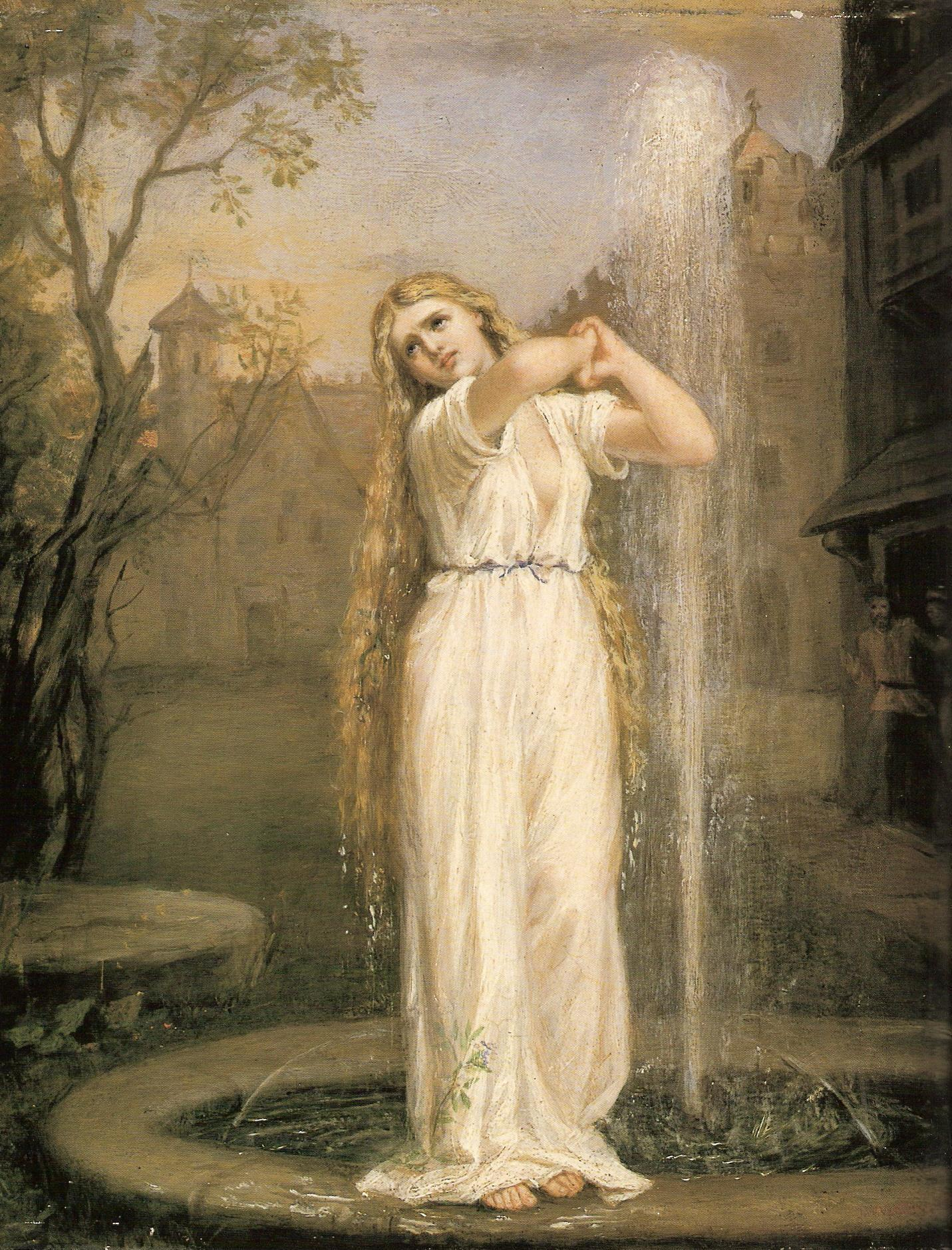
Undine, John William Waterhouse, 1872

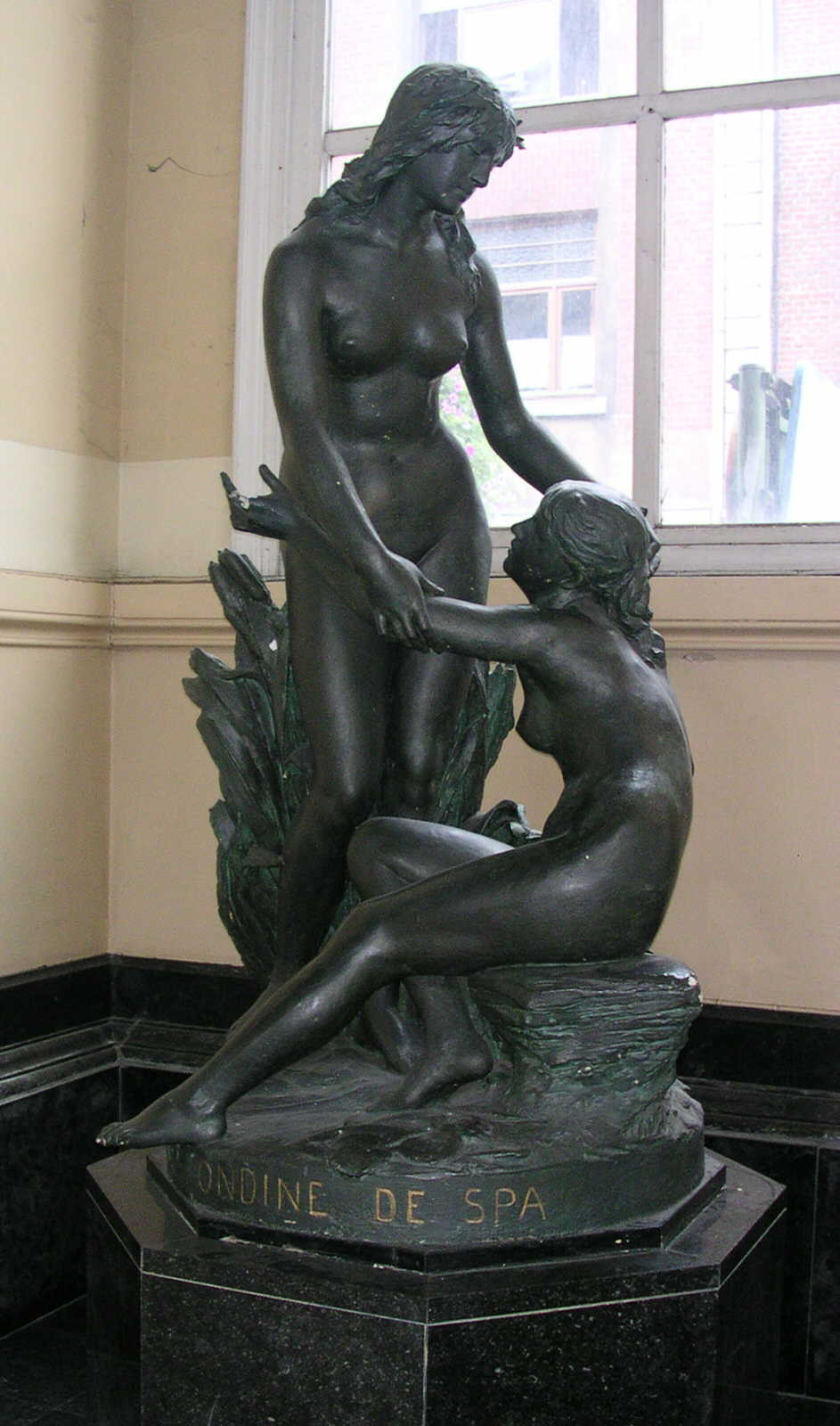
Ondine de Spa, Pouhon Pierre-Le-Grand

### Opera
- Undine, E. T. A. Hoffmann, 1814
- Undine, Christian Friedrich Johann Girschner, 1830
- Undine, Albert Lortzing, 1845
- Undina, Alexei Lvov, 1846
- Undina, Pjotr Iljics Csajkovszkij, 1869
- Rusalka, Antonín Dvořák, 1901

### Zene
- Undine szonáta, romantikus e-moll szonáta fuvolára és zongorára, Carl Reinecke, 1882
- Ondine, jelenet a Gaspard de la nuit-ben, Maurice Ravel, 1908
- Ondine, zongoraprelúdium, Claude Debussy, 1911–1913

### Balett
- Ondine, Cesare Pugni, 1843
- Coralia, or the Inconstant Knight, Paul Taglioni, 1847
- Undine, Hans Henze, 1958

### Film
- The Loves of Ondine, Andy Warhol

### Képzőművészet
- Undine és Huldbrand, festmény Henry Fuseli, 1819–1822
- Undine, festmény, Moritz Retzsch, 1830
- Undine, festmény John William Waterhouse, 1872
- Ondine, festmény Paul Gauguin, 1889
- Undine, festmény Georges Fantin-Latour
- Undine, festmény Daniel Maclise
- Undine, festmény William Turner
- Ondine de Spa, szobor, Pouhon Pierre-Le-Grand
- Undine hárfával, szobor Ludwig Michael von Schwanthaler, 1855

## Fordítás
- Ez a szócikk részben vagy egészben az Undine (Friedrich de la Motte Fouqué) című német Wikipédia-szócikk ezen változatának fordításán alapul.  Az eredeti cikk szerkesztőit annak laptörténete sorolja fel. Ez a jelzés csupán a megfogalmazás eredetét és a szerzői jogokat jelzi, nem szolgál a cikkben szereplő információk forrásmegjelöléseként.
- Ez a szócikk részben vagy egészben az Undine (novella) című angol Wikipédia-szócikk ezen változatának fordításán alapul.  Az eredeti cikk szerkesztőit annak laptörténete sorolja fel. Ez a jelzés csupán a megfogalmazás eredetét és a szerzői jogokat jelzi, nem szolgál a cikkben szereplő információk forrásmegjelöléseként.